# Salvador Guardia
Salvador Guardia Ramos (Valencia, 18 maggio 1974) è un allenatore di pallacanestro, dirigente sportivo ed ex cestista spagnolo, professionista nella Liga ACB.

## Carriera
Con la Spagna ha disputato i Giochi del Mediterraneo di Tunisi 2001.

## Palmarès
- Copa Príncipe de Asturias: 1

Fuenlabrada: 1998